# Mazda Familia Van
Mazda Familia Van (также известный как Mazda Familia Wagon) — универсал, продаваемый японской компанией Mazda. Несмотря на то же название, что и Familia, автомобиль не производится компанией Mazda; скорее всего, это ребеджинговый вариант автомобиля от другого производителя.

С 1994 по 2018 год Familia Wagon/Van выпускался на базе Nissan AD. В июне 2018 года компания Mazda перенесла название Familia Van на Toyota Probox после того, как Mazda и Toyota заключили альянс.
- Mazda Familia Wagon Y10 (1994—1999)
- Mazda Familia Van Y11 (1999—2008)
- Mazda Familia Van Y12 (2007—2018)
- Mazda Familia Van XP160 (2018 — настоящее время)